# Antirevolutionära partiet
Antirevolutionära Partiet (Anti-Revolutionaire Partij, ARP) var Nederländernas första politiska parti, stiftat 1879 av Abraham Kuyper och andra medlemmar av Reformerta kyrkan i Nederländerna.

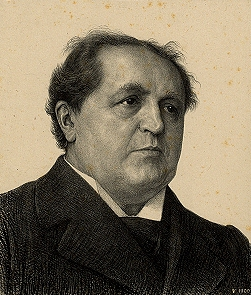
Abraham Kuyper år 1900.

Under ledning av Guillaume Groen van Prinsterer gick man till storms mot liberalteologiska tendenser inom Nederländska reformerta kyrkan och mot sekulariseringen av det nederländska samhället. Partiets motto var "Gud, Nederländerna och kungahuset Oranien".

Partiets logotyp 1968–1980.

Även om partiet efter 1917 aldrig erövrade mer än 20 % av rösterna så var dess politiska inflytande långt större.
1966 hoppade två framträdande partimedlemmar av ARP och bildade Nationella Evangeliska Förbundet. Året därpå började samtal på temat "kristlig politik" att föras mellan ARP, Kristliga Historiska Unionen och Katolska Folkpartiet. Dessa samtal mynnade 1973 ut i bildandet av valkartellen Kristdemokratisk appell. 1980 upplöstes de tre partierna i kartellen och gick samman i ett parti.